# Iepurești, Giurgiu
Iepurești este satul de reședință al comunei cu același nume din județul Giurgiu, Muntenia, România.
Bulgarii s-au stabilit în sat în anii 1806-1814, originari din așezările din jurul orașului Ruse. În perioada 1910-1920, erau 1750 de bulgari și ei reprezentau majoritatea. În 1962, bulgarii reprezentau 2/3 din locuitori conform estimărilot. Astăzi, aproape toți locuitorii satului sunt de origine bulgară. 